# Eckhard Greiner
Eckhard Greiner (* 11. Januar 1970 in Oettingen/Bayern) ist ein deutscher Schauspieler.

## Leben
Eckhard Greiner wuchs im Nördlinger Ries auf. 1996 zog er nach Berlin und absolvierte von 1997 bis 2000 eine Schauspielausbildung am Europäischen Theaterinstitut Berlin. Nach Engagements an verschiedenen Theatern (u. a. Landesbühne Sachsen-Anhalt, Staatsschauspiel Dresden, Maxim Gorki Theater Berlin, Theater an der Angel Magdeburg) gründete er in Berlin-Friedrichshain das Theater am Schlachthof, das er bis heute betreibt. Außerdem war er in mehreren Kino- und Fernsehproduktionen zu sehen. Neben der Schauspielerei arbeitet Eckhard Greiner als Krankenpfleger. Von 2012 bis 2018 studierte er Linguistik an der Humboldt-Universität zu Berlin.
Er lebt in Berlin.

## Filmografie (Auswahl)
- 2009: Der böse Onkel
- 2010: Mondwärts
- 2010: Soko Wismar – Muttertag
- 2012: Kohlhaas oder die Verhältnismäßigkeit der Mittel
- 2016: Die letzte Sau
- 2017: Tatort – Stau
- 2018: Das schönste Mädchen der Welt
- 2020: Das letzte Wort (Fernsehserie, 2 Folgen)
- 2021: Ich bin Sophie Scholl (Instagram-Serie)[2]
- 2022: Das weiße Schweigen
- 2022: Jagdsaison

## Theater (Auswahl)
- 2001: Thorwald Helmer in Nora oder ein Puppenheim, Landesbühne Sachsen-Anhalt
- 2002: Frau Brigitte in Der zerbrochne Krug, Landesbühne Sachsen-Anhalt
- 2003: Lutz Born in Republik Vineta, Staatsschauspiel Dresden
- 2005: Archivar in Bitterfelder Konferenz Reloaded, Maxim Gorki Theater
- 2009: Camille in Floh im Ohr, Theater an der Angel
- 2010: Titelrolle in Michael Kohlhaas, Theater am Schlachthof
- 2012: Ratsherr, Myhrine u. a. in Lysistrate, Theater am Schlachthof
- 2017: Joachim Ringelnatz in Schöner scheitern mit Ringelnatz, Theater am Schlachthof
- 2019: Laroranja, Waldbühne Altenbrak
- 2020: Der kleine Prinz, Nimmerland Theaterproduktion

## Auszeichnungen
- 2014: Deutscher Schauspielerpreis für die beste Ensemble-Leistung für Kohlhaas oder die Verhältnismäßigkeit der Mittel